# Championnats du monde d'athlétisme en salle
Navigation
- 1985
- 1987
- 1989
- 1991
- 1993
- 1995
- 1997
- 1999
- 2001
- 2003
- 2004
- 2006
- 2008
- 2010
- 2012
- 2014
- 2016
- 2018
- 2022
- 2024
- 2025

Les Championnats du monde en salle d'athlétisme sont une compétition biennale en salle organisée par la World Athletics qui désigne un champion du monde pour chaque discipline majeure de l'athlétisme. Disputés pour la première fois sous le nom de Jeux mondiaux en salle en 1985 à Paris, ils prennent leur noms actuels à partir de 1987 et sont organisés les années impaires jusqu'en 2003. Depuis 2004, ils ont lieu les années paires pour respecter l'alternance avec les Championnats du monde d'athlétisme en plein air.

## Éditions
| N° | Édition | Ville        | Pays            | Date                  | Stade                                   | Participants | Nations | Épreuves |
| -- | ------- | ------------ | --------------- | --------------------- | --------------------------------------- | ------------ | ------- | -------- |
| JM | CM 1985 | Paris        | France          | 18 et 19 janvier 1985 | Palais omnisports de Paris-Bercy        | 319          | 69      | 24       |
| 1  | CM 1987 | Indianapolis | États-Unis      | 6 au 8 mars 1987      | Hoosier Dome                            | 402          | 84      | 24       |
| 2  | CM 1989 | Budapest     | Hongrie         | 3 au 5 mars 1989      | Budapest Sportcsarnok                   | 378          | 61      | 24       |
| 3  | CM 1991 | Séville      | Espagne         | 8 au 10 mars 1991     | Palacio Municipal de Deportes San Pablo | 531          | 82      | 26       |
| 4  | CM 1993 | Toronto      | Canada          | 12 au 14 mars 1993    | SkiDome                                 | 537          | 93      | 27       |
| 5  | CM 1995 | Barcelone    | Espagne         | 10 au 12 mars 1995    | Palau Sant Jordi                        | 602          | 130     | 27       |
| 6  | CM 1997 | Paris        | France          | 7 au 9 mars 1997      | Palais omnisports de Paris-Bercy        | 712          | 118     | 28       |
| 7  | CM 1999 | Maebashi     | Japon           | 5 au 7 mars 1999      | Green Dome Maebashi                     | 487          | 115     | 28       |
| 8  | CM 2001 | Lisbonne     | Portugal        | 9 au 11 mars 2001     | Pavilhão Atlântico                      | 510          | 136     | 28       |
| 9  | CM 2003 | Birmingham   | Royaume-Uni     | 14 au 16 mars 2003    | National Indoor Arena                   | 589          | 132     | 28       |
| 10 | CM 2004 | Budapest     | Hongrie         | 5 au 7 février 2004   | Papp László Budapest Sportaréna         | 677          | 139     | 28       |
| 11 | CM 2006 | Moscou       | Russie          | 10 au 12 mars 2006    | Olimpiisky Indoor Arena                 | 562          | 129     | 26       |
| 12 | CM 2008 | Valence      | Espagne         | 7 au 9 mars 2008      | Palais vélodrome Luis Puig              | 575          | 124     | 26       |
| 13 | CM 2010 | Doha         | Qatar           | 12 au 14 mars 2010    | Aspire Dome                             | 657          | 150     | 26       |
| 14 | CM 2012 | Istanbul     | Turquie         | 9 au 11 mars 2012     | Ataköy Athletics Arena                  | 681          | 172     | 26       |
| 15 | CM 2014 | Sopot        | Pologne         | 7 au 9 mars 2014      | Ergo Arena                              | 538          | 134     | 26       |
| 16 | CM 2016 | Portland     | États-Unis      | 17 au 20 mars 2016    | Oregon Convention Center                | 487          | 137     | 26       |
| 17 | CM 2018 | Birmingham   | Royaume-Uni     | 1er au 4 mars 2018    | Barclaycard Arena                       | 554          | 134     | 26       |
| 18 | CM 2022 | Belgrade     | Serbie          | 18 au 20 mars 2022    | Štark Arena                             | 680          | 137     | 26       |
| 19 | CM 2024 | Glasgow      | Grande-Bretagne | 1er au 3 mars 2024    | Emirates Arena                          | 651          | 130     | 26       |
| 20 | CM 2025 | Nankin       | Chine           | 21 au 23 mars 2025    | Nanjing Youth Olympic Sports Park       |              |         | 26       |
| 21 | CM 2026 | Toruń        | Pologne         | 20 au 22 mars 2026    | Arena Toruń (en)                        |              |         |          |

## Épreuves
Vingt-quatre épreuves figurent au programme de la première édition en 1985 (13 masculines et 11 féminines). En 1991, les relais 4 × 400 m sont disputés pour la première fois, ainsi que le triple saut féminin en tant qu'épreuve de démonstration. 1995 marque le retrait du programme des épreuves de marche athlétique (5 000 m pour les hommes et 3 000 m pour les femmes), et l'arrivée de l'heptathlon et du pentathlon. En 1997, la perche féminine fait son apparition, deux ans avant les Championnats du monde en plein air. Dernier changement en date, le 200 mètres est retiré du programme en 2006 pour des raisons d'équité, les athlètes situés dans les couloirs intérieurs étant désavantagés par rapport à leurs adversaires.

### Hommes
| Années                      | 87 | 89 | 91 | 93 | 95 | 97 | 99 | 01 | 03 | 04 | 06 | 08 | 10 | 12 | 14 | 16 | 18 | 22 | 24 | 25 | Total |
| --------------------------- | -- | -- | -- | -- | -- | -- | -- | -- | -- | -- | -- | -- | -- | -- | -- | -- | -- | -- | -- | -- | ----- |
| 60 m Historique             | X  | X  | X  | X  | X  | X  | X  | X  | X  | X  | X  | X  | X  | X  | X  | X  | X  | X  | X  | X  | 20    |
| 200 m Historique            | X  | X  | X  | X  | X  | X  | X  | X  | X  | X  |    |    |    |    |    |    |    |    |    |    | 10    |
| 400 m Historique            | X  | X  | X  | X  | X  | X  | X  | X  | X  | X  | X  | X  | X  | X  | X  | X  | X  | X  | X  | X  | 20    |
| 800 m Historique            | X  | X  | X  | X  | X  | X  | X  | X  | X  | X  | X  | X  | X  | X  | X  | X  | X  | X  | X  | X  | 20    |
| 1 500 m Historique          | X  | X  | X  | X  | X  | X  | X  | X  | X  | X  | X  | X  | X  | X  | X  | X  | X  | X  | X  | X  | 20    |
| 3 000 m Historique          | X  | X  | X  | X  | X  | X  | X  | X  | X  | X  | X  | X  | X  | X  | X  | X  | X  | X  | X  | X  | 20    |
| 60 m haies Historique       | X  | X  | X  | X  | X  | X  | X  | X  | X  | X  | X  | X  | X  | X  | X  | X  | X  | X  | X  | X  | 20    |
| Relais 4 × 400 m Historique |    |    | X  | X  | X  | X  | X  | X  | X  | X  | X  | X  | X  | X  | X  | X  | X  | X  | X  | X  | 18    |
| 5 000 m marche Historique   | X  | X  | X  | X  |    |    |    |    |    |    |    |    |    |    |    |    |    |    |    |    | 4     |
| Saut en longueur Historique | X  | X  | X  | X  | X  | X  | X  | X  | X  | X  | X  | X  | X  | X  | X  | X  | X  | X  | X  | X  | 20    |
| Triple saut Historique      | X  | X  | X  | X  | X  | X  | X  | X  | X  | X  | X  | X  | X  | X  | X  | X  | X  | X  | X  | X  | 20    |
| Saut en hauteur Historique  | X  | X  | X  | X  | X  | X  | X  | X  | X  | X  | X  | X  | X  | X  | X  | X  | X  | X  | X  | X  | 20    |
| Saut à la perche Historique | X  | X  | X  | X  | X  | X  | X  | X  | X  | X  | X  | X  | X  | X  | X  | X  | X  | X  | X  | X  | 20    |
| Lancer du poids Historique  | X  | X  | X  | X  | X  | X  | X  | X  | X  | X  | X  | X  | X  | X  | X  | X  | X  | X  | X  | X  | 20    |
| Heptathlon Historique       |    |    |    |    | X  | X  | X  | X  | X  | X  | X  | X  | X  | X  | X  | X  | X  | X  | X  | X  | 16    |

### Femmes
| Années                      | 87 | 89 | 91 | 93 | 95 | 97 | 99 | 01 | 03 | 04 | 06 | 08 | 10 | 12 | 14 | 16 | 18 | 22 | 24 | 25 | Total |
| --------------------------- | -- | -- | -- | -- | -- | -- | -- | -- | -- | -- | -- | -- | -- | -- | -- | -- | -- | -- | -- | -- | ----- |
| 60 m Historique             | X  | X  | X  | X  | X  | X  | X  | X  | X  | X  | X  | X  | X  | X  | X  | X  | X  | X  | X  | X  | 20    |
| 200 m Historique            | X  | X  | X  | X  | X  | X  | X  | X  | X  | X  |    |    |    |    |    |    |    |    |    |    | 10    |
| 400 m Historique            | X  | X  | X  | X  | X  | X  | X  | X  | X  | X  | X  | X  | X  | X  | X  | X  | X  | X  | X  | X  | 20    |
| 800 m Historique            | X  | X  | X  | X  | X  | X  | X  | X  | X  | X  | X  | X  | X  | X  | X  | X  | X  | X  | X  | X  | 20    |
| 1 500 m Historique          | X  | X  | X  | X  | X  | X  | X  | X  | X  | X  | X  | X  | X  | X  | X  | X  | X  | X  | X  | X  | 20    |
| 3 000 m Historique          | X  | X  | X  | X  | X  | X  | X  | X  | X  | X  | X  | X  | X  | X  | X  | X  | X  | X  | X  | X  | 20    |
| 60 m haies Historique       | X  | X  | X  | X  | X  | X  | X  | X  | X  | X  | X  | X  | X  | X  | X  | X  | X  | X  | X  | X  | 20    |
| Relais 4 × 400 m Historique |    |    | X  | X  | X  | X  | X  | X  | X  | X  | X  | X  | X  | X  | X  | X  | X  | X  | X  | X  | 18    |
| 3 000 m marche Historique   | X  | X  | X  | X  |    |    |    |    |    |    |    |    |    |    |    |    |    |    |    |    | 4     |
| Saut en longueur Historique | X  | X  | X  | X  | X  | X  | X  | X  | X  | X  | X  | X  | X  | X  | X  | X  | X  | X  | X  | X  | 20    |
| Triple saut Historique      |    |    |    | X  | X  | X  | X  | X  | X  | X  | X  | X  | X  | X  | X  | X  | X  | X  | X  | X  | 17    |
| Saut en hauteur Historique  | X  | X  | X  | X  | X  | X  | X  | X  | X  | X  | X  | X  | X  | X  | X  | X  | X  | X  | X  | X  | 20    |
| Saut à la perche Historique |    |    |    |    |    | X  | X  | X  | X  | X  | X  | X  | X  | X  | X  | X  | X  | X  | X  | X  | 15    |
| Lancer du poids Historique  | X  | X  | X  | X  | X  | X  | X  | X  | X  | X  | X  | X  | X  | X  | X  | X  | X  | X  | X  | X  | 20    |
| Pentathlon Historique       |    |    |    |    | X  | X  | X  | X  | X  | X  | X  | X  | X  | X  | X  | X  | X  | X  | X  | X  | 16    |

## Athlètes les plus titrés

### Sept médailles d'or

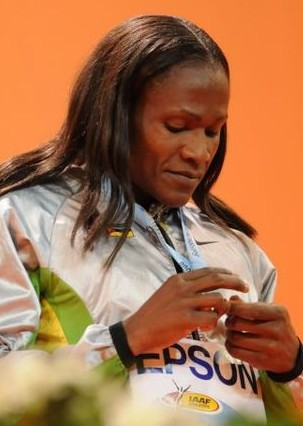
Maria Mutola.

Deux athlètes ont remporté sept titres mondiaux en salle : 
- La Mozambicaine Maria Mutola est l'athlète ayant remporté le plus de médailles à l'occasion des Championnats du monde en salle. Sacrée à sept reprises sur le 800 mètres de 1993 à 2006, elle remporte par ailleurs une médaille d'argent en 1999 et une médaille de bronze en 2008, portant son total à 9.
- La Russe Natalya Nazarova a également remporté 7 médailles d'or, ainsi qu'une une médaille d'argent entre 1999 à 2008, sur 400 m et sur 4 × 400 m.

### Cinq médailles d'or
Trois athlètes ont remporté cinq titres mondiaux en salle : 
- Iván Pedroso au saut en longueur de 1993 à 2001
- Stefka Kostadinova au saut en hauteur de 1985 à 1997
- Genzebe Dibaba sur 1 500 m et 3 000 m de 2012 à 2018.

### Quatre médailles d'or
- Haile Gebrselassie : 3 titres sur 3 000 mètres et un titre sur 1 500 m
- Sergueï Bubka : 4 titres au saut à la perche entre 1985 et 1997 (sous les couleurs de l'Union Soviétique et de l'Ukraine).
- Javier Sotomayor : 4 titres au saut en hauteur de 1989 à 1999
- Stefan Holm : 4 titres au saut en hauteur de 2001 à 2008
- Mikhail Shchennikov : 4 titres sur 5 000 m marche
- Meseret Defar : 4 titres sur 3 000 m
- Olesya Zykina : 1 titre sur 400 m 3 titres sur 4 x 400 m
- Gail Devers : 3 titres sur 60 m et 1 titre sur 60 m haies
- Gabriela Szabó : 3 titres sur 3 000 m et 1 titre sur 1 500 m
- Yelena Isinbayeva : 4 titres au saut à la perche
- Olga Kotlyarova : 4 titres sur 4 x 400 m
- Valerie Adams : 4 titres au lancer du poids

## Records des championnats

### Hommes
| Épreuve               | Temps          | Athlète                                                    | Pays              | Lieu             | Date                     |
| --------------------- | -------------- | ---------------------------------------------------------- | ----------------- | ---------------- | ------------------------ |
| 60 m                  | 6 s 37         | Christian Coleman                                          | États-Unis        | Birmingham       | 3 mars 2018              |
| 200 m                 | 20 s 10        | Frank Fredericks                                           | Namibie           | Maebashi         | 6 mars 1999              |
| 400 m                 | 45 s 00        | Jereem Richards                                            | Trinité-et-Tobago | Belgrade         | 19 mars 2022             |
| 800 m                 | 1 min 42 s 67  | Wilson Kipketer                                            | Danemark          | Paris            | 9 mars 1997              |
| 1 500 m               | 3 min 32 s 77  | Samuel Tefera                                              | Éthiopie          | Belgrade         | 20 mars 2022             |
| 3 000 m               | 7 min 34 s 71  | Haile Gebrselassie                                         | Éthiopie          | Paris            | 9 mars 1997              |
| 60 m haies            | 7 s 29         | Grant Holloway                                             | États-Unis        | Belgrade Glasgow | 20 mars 2022 2 mars 2024 |
| Saut en hauteur       | 2,43 m         | Javier Sotomayor                                           | Cuba              | Budapest         | 4 mars 1989              |
| Saut à la perche      | 6,20 m         | Armand Duplantis                                           | Suède             | Belgrade         | 20 mars 2022             |
| Saut en longueur      | 8,62 m         | Iván Pedroso                                               | Cuba              | Maebashi         | 7 mars 1999              |
| Triple saut           | 17,90 m        | Teddy Tamgho                                               | France            | Doha             | 14 mars 2010             |
| Lancer du poids       | 22,77 m        | Ryan Crouser                                               | États-Unis        | Glasgow          | 1 mars 2024              |
| Heptathlon            | 6 645 pts      | Ashton Eaton                                               | États-Unis        | Istanbul         | 10 mars 2012             |
| 5 000 m marche        | 18 min 23 s 55 | Mikhail Shchennikov                                        | Union soviétique  | Séville          | 10 mars 1991             |
| Relais 4 × 400 mètres | 3 min 1 s 77   | Karol Zalewski Rafał Omelko Łukasz Krawczuk Jakub Krzewina | Pologne           | Birmingham       | 4 mars 2018              |

### Femmes
| Épreuve               | Temps          | Athlète                                                       | Pays             | Lieu         | Date         |
| --------------------- | -------------- | ------------------------------------------------------------- | ---------------- | ------------ | ------------ |
| 60 m                  | 6 s 95         | Gail Devers                                                   | États-Unis       | Toronto      | 12 mars 1993 |
| 200 m                 | 22 s 15        | Irina Privalova                                               | Russie           | Toronto      | 14 mars 1993 |
| 400 m                 | 49 s 17        | Femke Bol                                                     | Pays-Bas         | Glasgow      | 2 mars 2024  |
| 800 m                 | 1 min 56 s 90  | Ludmila Formanová                                             | Tchéquie         | Maebashi     | 7 mars 1999  |
| 1500 m                | 3 min 54 s 96  | Gudaf Tsegay                                                  | Éthiopie         | Nankin       | 23 mars 2025 |
| 3 000 m               | 8 min 20 s 87  | Elle Purrier St. Pierre                                       | États-Unis       | Glasgow      | 2 mars 2024  |
| 60 m haies            | 7 s 65         | Devynne Charlton                                              | Bahamas          | Glasgow      | 3 mars 2024  |
| Saut en hauteur       | 2,05 m         | Stefka Kostadinova                                            | Bulgarie         | Indianapolis | 8 mars 1987  |
| Saut à la perche      | 4,95 m         | Sandi Morris                                                  | États-Unis       | Birmingham   | 3 mars 2018  |
| Saut en longueur      | 7,23 m         | Brittney Reese                                                | États-Unis       | Istanbul     | 11 mars 2012 |
| Triple saut           | 15,74 m        | Yulimar Rojas                                                 | Venezuela        | Belgrade     | 20 mars 2022 |
| Lancer du poids       | 20,67 m        | Valerie Adams                                                 | Nouvelle-Zélande | Sopot        | 8 mars 2014  |
| Pentathlon            | 5055 pts       | Nafissatou Thiam                                              | Belgique         | Istanbul     | 3 mars 2023  |
| 3 000 m marche        | 11 min 49 s 73 | Yelena Nikolayeva                                             | Russie           | Toronto      | 12 mars 1993 |
| Relais 4 × 400 mètres | 3 min 23 s 85  | Quanera Hayes Georganne Moline Shakima Wimbley Courtney Okolo | États-Unis       | Birmingham   | 4 mars 2018  |